# Архаринський район
Архари́нський район — адміністративна одиниця Росії, Амурська область. До складу району входять 1 міське та 16 сільських поселень, разом — 17 поселень.
| Росія | Це незавершена стаття з географії Росії. Ви можете допомогти проєкту, виправивши або дописавши її. |